# MINYATA Egyesület
A MINYATA Egyesület Magyarországon bejegyzett, 2005. június 12-én alapított nonprofit szervezet.  Az egyesület elnöke Dalosné Tóth Zsuzsanna.
Az egyesület szlogenje: „Mert táborozni jó!”.

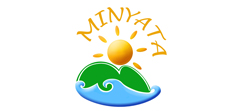
A MINYATA Egyesület logója

## Történet
A MINYATA Egyesület 2005-ben alakult, ugyanebben az évben megkapta a közhasznú fokozatot a Főváros Bíróságtól.
Az Egyesület missziója a gyerekek szociális és kulturális integrációjának elősegítése és életminőségük javítása. Két állandó projektjüket (kedvezményes nyári tábor szociálisan hátrányos helyzetű gyerekeknek és térítésmentes színházlátogatás), valamint évközi rendezvényeket folyamatos forrásteremtő és adminisztratív munkával tudják megvalósítani. Projektjeik közvetett anyagi támogatást jelentenek a családoknak, illetve nevelőotthonoknak, amelyek nem engedhetnek meg maguknak ilyesfajta programokat. Az Egyesület jól képzett önkéntes nevelői intenzív értékátadással szervezik a tartalmas szórakoztató és közösségépítő foglalkozásokat.
2007 óta folyamatosan működik és bővül (honlapjuk), ahol folyamatosan beszámolnak rendezvényeikről, képek és videók bemutatásával is. Eredeti céljuk szerint megjelenési lehetőséget biztosítanak partnereinknek és támogatóinknak, továbbá átláthatóbbá és ellenőrizhetőbbé teszik az Egyesület működését: közzétették alapszabályukat, költségvetésüket, közhasznúsági beszámolóikat és elérhetőségeiket. Terveik szerint nemsokára más nyelveken is elérhető lesz a honlap.
Az adminisztratív, illetve pályázatírási munkához szükséges irodai hátteret az évek során pályázati forrásokból teremtették meg. A vezetőség és az önkéntesek ingyen végzik a munkájukat.

## Programok
Fő projektjüket, a nyári tábort szociálisan hátrányos helyzetű gyerekeknek szervezik, akik nagycsaládból, egyszülős családból, illetve nevelőintézetekből érkeznek az egész ország területéről. A táborozókat partnerszervezeteik küldik. Fogyatékkal élő táborozóik között volt már mozgássérült, lisztérzékeny, tejérzékeny, hiperaktív, látássérült gyermek is. Az elmúlt 19 évben több, mint 2000 hátrányos helyzetű gyermeket táboroztattak, de a turnusok számát (egy héten átlagosan 80 fő 8-12 éves gyermeket tudnak táboroztatni) folyamatosan próbálják növelni. Változatos a program, a gyerekek szórakozása nem csak a balatoni fürdőzésre korlátozódik, közösségi játékokat, sportversenyeket, szellemi vetélkedőket, kirándulásokat, kézműves foglalkozásokat és diszkókat is szerveznek.
2008-ban elindult második projektjük, a térítésmentes színház- és múzeumlátogatási program, melynek keretében alkalmanként mintegy harminc gyermek színházlátogatását finanszírozzák és szervezik meg. Ezek a programok nem csak kulturális fejlődésüket segítik elő, de társadalmi integrációjukat is nagyban megkönnyítik.
2009 óta működik a Boldog Lyukas Cipő program, ahol a gyerekekkel karácsonyfadíszeket készítenek majd feldíszített karácsonyfákkal teszik szebbé az ünnepet rászoruló családoknál, illetve kórházak gyerekosztályain. A gyerekek így megtapasztalhatják az adományozás érzését, megkapják az év első karácsonyi ajándékát, a feldíszített fák pedig olyanoknak okoznak örömet, akiknek nem jutott volna karácsonyfa.
Önkénteseik többségükben pedagógusok, szociális munkások, vagy ezekre a pályákra készülő egyetemisták, illetve főiskolások. Hatékony működésük érdekében folyamatos elektronikus kapcsolattartást biztosítunk egy levelezőlista segítségével, illetve évközi találkozókkal, közös programokkal igyekeznek növelni a csapatszellemet. Az Egyesületen keresztül több képzési programhoz is csatlakoztak önkénteseik, hogy projektjeik színvonalasabb keretek között, több célt elérve valósulhassanak meg.